# Kalle Katajisto
Kalle Katajisto (ur. 24 kwietnia 1991 w Varkaus) – fiński żużlowiec.

## Życiorys
Srebrny medalista indywidualnych mistrzostw Finlandii juniorów (2008). Brązowy medalista indywidualnych mistrzostw Finlandii (Pori 2009). Uczestnik finału indywidualnych mistrzostw Europy juniorów (Tarnów 2009 – XII miejsce). Uczestnik półfinału indywidualnych mistrzostw świata (Krško 2010 – XIII miejsce). Uczestnik eliminacji drużynowego Pucharu Świata (2009, 2010, 2011).
Startował w lidze brytyjskiej, w barwach klubu z Edynburga.